# Orendain
Orendain (spanisch Orendáin) ist ein Ort und eine Gemeinde (Municipio) in der Provinz Gipuzkoa im spanischen Baskenland. Sie hat 245 Einwohner (Stand: 2024). 

## Geografie
Orendain liegt etwa 28 Kilometer südsüdwestlich von der Provinzhauptstadt Donostia-San Sebastián.

## Bevölkerungsentwicklung
| 1900 | 1950 | 1970 | 1981 | 1991 | 2001 | 2011 | 2021 |
| ---- | ---- | ---- | ---- | ---- | ---- | ---- | ---- |
| 408  | 412  | -    | -    | 170  | 140  | 186  | 230  |

## Sehenswürdigkeiten
- Kirche Mariä Himmelfahrt (Iglesia de Nuestra Señora de la Asunción)
- Sebastianuskapelle

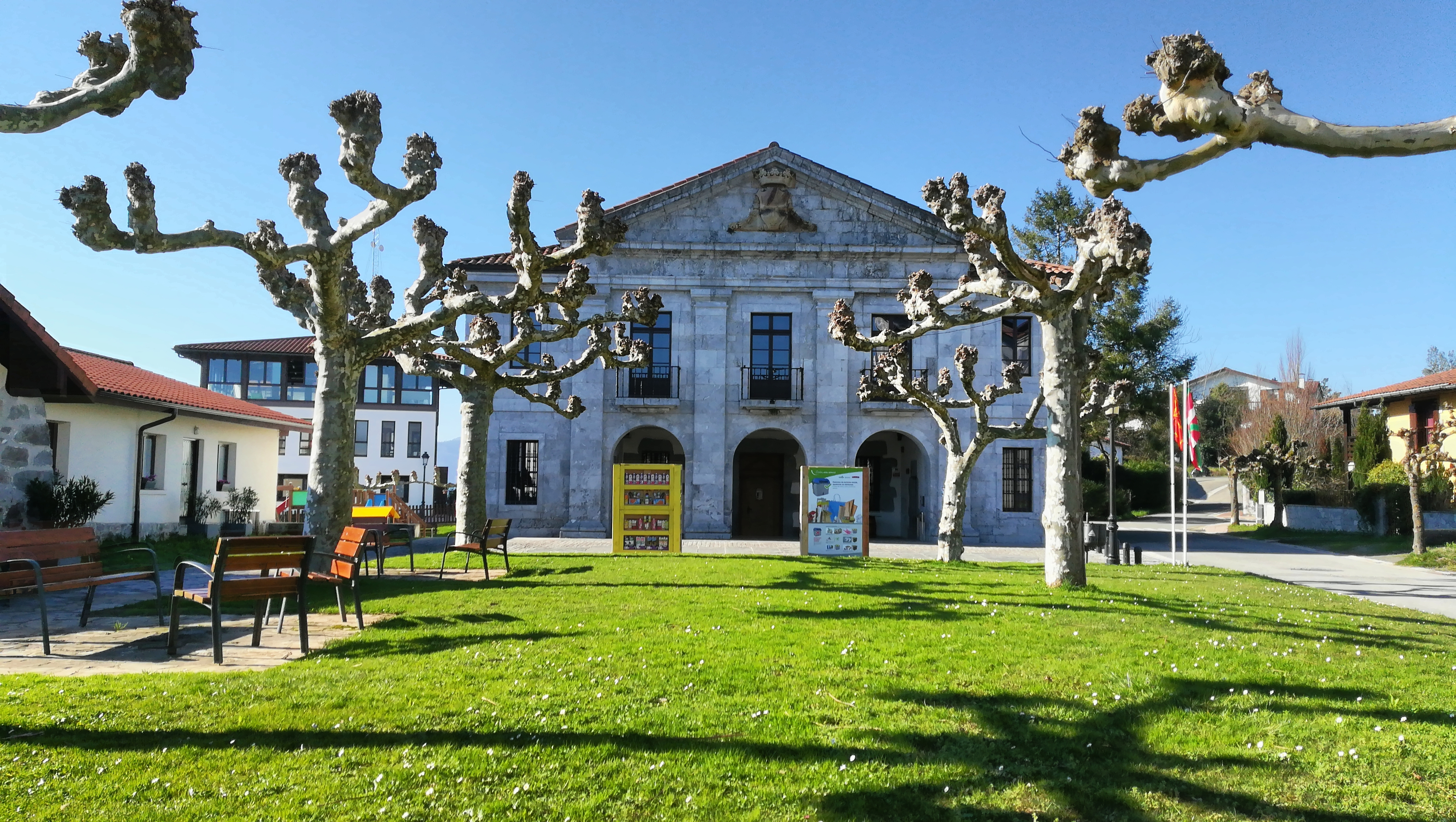
Rathaus

- Rathaus